# ناحیه حمام دباغ
ناحیه حمام دباغ (به عربی: دائرة حمام دباغ) یک ناحیه در الجزایر است که در استان قالمه واقع شده‌است. ناحیه حمام دباغ  ۲۸٬۰۴۳ نفر جمعیت دارد.